# Kaštel Burg (Považské Podhradie)
Kaštel Burg je renesanční kaštel, nacházející se ve vsi Považské Podhradie (maď. Vágváralja), místní částí okresního města Považská Bystrica na Slovensku. Veřejnosti nepřístupný objekt je od 7. listopadu 1963 chráněn jako kulturní památka.

## Historie

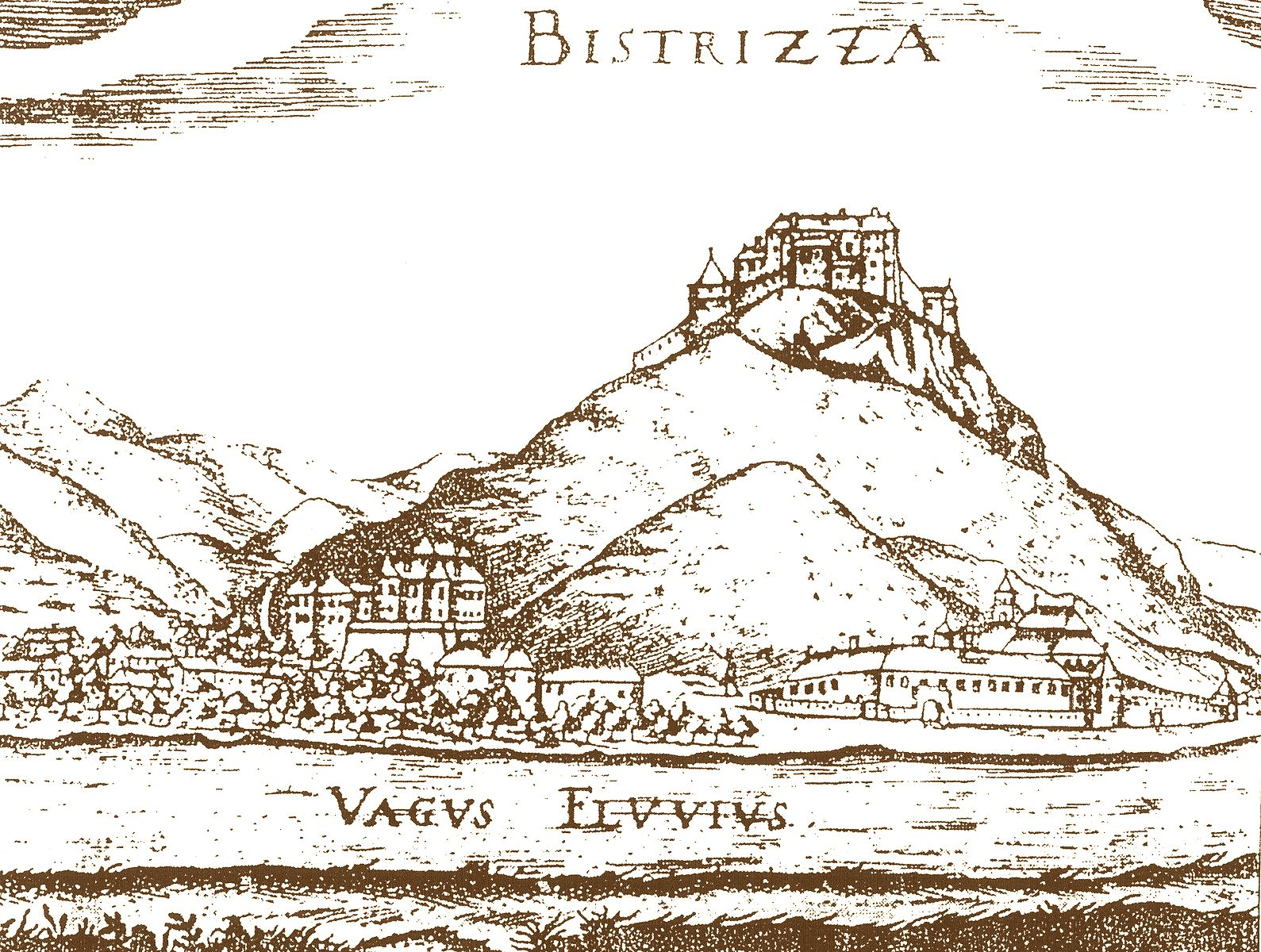
Považské Podhradie na rytině z roku 1676 (kaštel Burg vlevo)

Pozdně renesanční kaštel byl zbudován roku 1631 z popudu Šimona Balassyho de Gyarmat († 1654) a jeho manželky Marie Magdaleny Ghyczy v těsné blízkosti Považského hradu. Výstavbu dokládá latinský pamětní nápis, který dali manželé osadit nad hlavní vchod do budovy. Roku 1689 bylo panství rodu Balassa zkonfiskováno pro účast Imricha Balassyho de Gyarmat na Tökölyho protihabsburském povstání; patrně v téže době byla při kaštelu zbudována škola a fara. V 18. století byl kaštel stavebně upraven a doplněn o terasovité schodiště, navazující na přilehlý park.

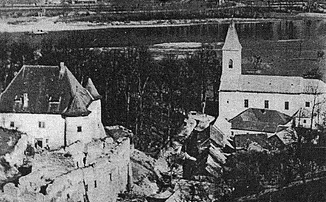
Kaštel se zřícenými hospodářskými budovami (1921)

Před rokem 1919 měl být kaštel adaptován jako lovecký zámeček pro barony Poppery von Podhrágy, tehdejší majitele velkostatku. Během první světové války se však plány na přestavbu sídla realizovat nepodařilo a po vzniku Československa připadl kaštel státu. Na konci druhé světové války byla budova výrazně poškozena a tak muselo být v 50. letech 20. století přistoupeno ke komplexní rekonstrukci, jejímž cílem bylo přeměnit renesanční kaštel na objekt civilní obrany. Došlo k odstranění hospodářských budov, šindelovou střechu nahradil červený plech, cibulové střechy, zakrývající dvě věže, byly změněny na kuželové a původní exteriérové fasády překryla cementová omítka. V interiérech byly osekány renesanční malby a okna překryly mříže.
Znova byl kaštel - zámek, rekonstruován v roce 2012, kdy mimo jiné získal novou střešní krytinu a fasádu. Zámek je veřejnosti nepřístupný. Současným majitelem je firma Partner Progress s.r.o.

## Architektura

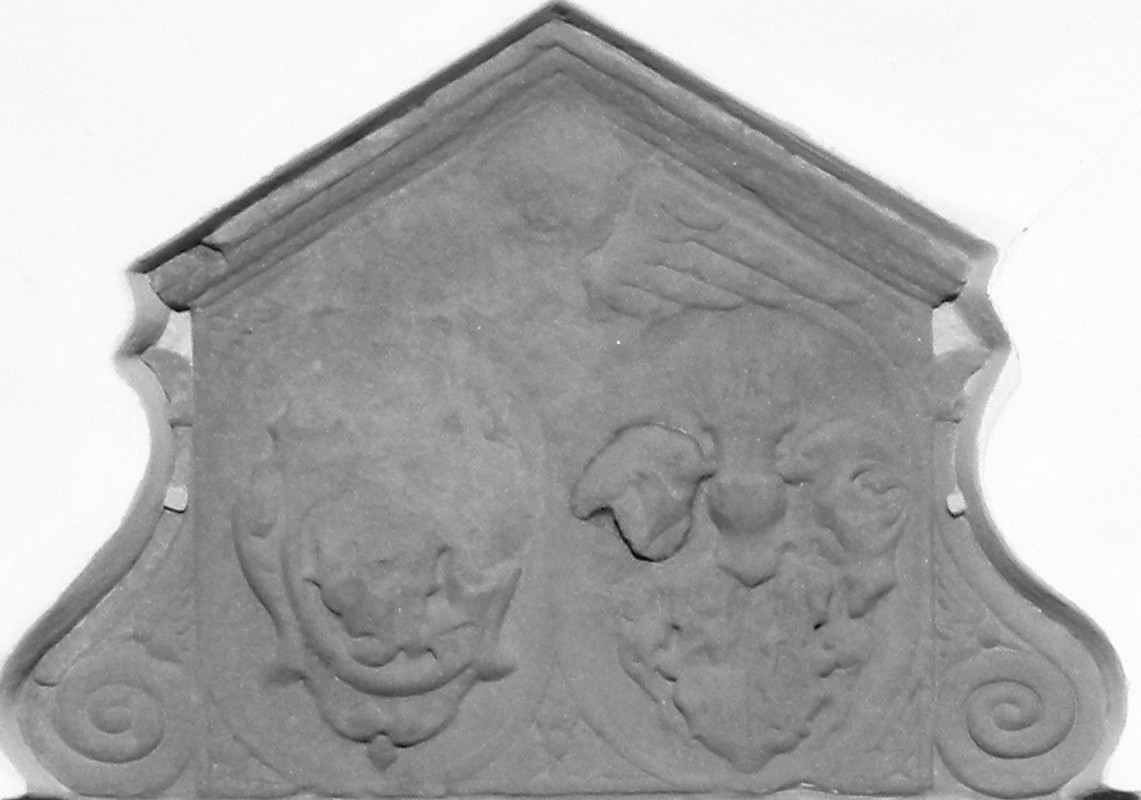
Erb manželů Simona Balassyho a Marie Magdaleny Ghyczy z roku 1631

Kaštel, stojící na jižním úpatí hradního kopce, má podobu nevelké dvoupodlažní blokové budovy se dvěma věžemi, situovanými v jihozápadním a jihovýchodním nároží. Jinak hladkou fasádu zdobí kamenné okenní šambrány. Vstupní průčelí, směřující směrem na západ, je dekorováno pamětní deskou z roku 1631 a aliančním erbem manželů Šimona Balassyho a Marie Magdaleny Ghyczy. V přízemí se nachází prostorná vstupní síň s valenými klenbami.